# Liste der Kulturgüter in Därligen
Die Liste der Kulturgüter in Därligen enthält alle Objekte in der Gemeinde Därligen im Kanton Bern, die gemäss der Haager Konvention zum Schutz von Kulturgut bei bewaffneten Konflikten, dem Bundesgesetz vom 20. Juni 2014 über den Schutz der Kulturgüter bei bewaffneten Konflikten sowie der Verordnung vom 29. Oktober 2014 über den Schutz der Kulturgüter bei bewaffneten Konflikten unter Schutz stehen.
Es sind weder A-Objekte noch B-Objekte auf dem Gemeindegebiet ausgewiesen, Objekte der Kategorie C fehlen zurzeit (Stand: 7. Februar 2024). Unter übrige Baudenkmäler sind Objekte zu finden, die im Bauinventar des Kantons Bern als «schützenswert» verzeichnet sind.

## Übrige Baudenkmäler
Hinweis: Als Objekt-Identifikator (ID) wird die Grundstücksnummer verwendet.
| ID       | Foto |                 | Objekt                                         | Typ | Standort                            | Beschreibung |
| -------- | ---- | --------------- | ---------------------------------------------- | --- | ----------------------------------- | ------------ |
| 75       | BW   | Datei hochladen | Brunnen (1862)                                 | K   | Erli N.N. 628382 / 167892           |              |
| 84       | BW   | Datei hochladen | Brunnen (1862)                                 | K   | Dorfstrasse N.N. 628270 / 168043    |              |
| 88       | BW   | Datei hochladen | Brunnen (1862)                                 | K   | Brunnegasse N.N.1 628282 / 167913   |              |
| 88       | BW   | Datei hochladen | Brunnen (1862)                                 | K   | Brunnegasse N.N.2 628316 / 167975   |              |
| 108      | BW   | Datei hochladen | Bauernhaus (1874)                              | G   | Schorreweg 12 628136 / 167992       |              |
| 232      | BW   | Datei hochladen | Alpstall (um 1840)                             | G   | Alpigle 246 627883 / 165898         |              |
| 233      | BW   | Datei hochladen | Ehemals Pension Seiler / Hotel Bellevue (1877) | G   | Dorfstrasse 26 628608 / 167819      |              |
| 254; 317 | BW   | Datei hochladen | Doppelbauernhaus (1778)                        | G   | Dorfstrasse 51, 51a 628265 / 168016 |              |
| 282      | BW   | Datei hochladen | Bauernhaus (1569)                              | G   | Dorfstrasse 37 628364 / 167945      |              |
| 313      | BW   | Datei hochladen | Hotel Du Lac (um 1885)                         | G   | Dorfstrasse 76 628144 / 168124      |              |

Hinweis zur Legende: Anstelle der KGS-Nummer wird als Objekt-Identifikator (ID) die Grundstücksnummer verwendet.